# Pseudopostega abrupta
Pseudopostega abrupta là một loài bướm đêm thuộc họ Opostegidae. Nó là loài đặc hữu của the Tây Indies, ở đó nó có ở đảo Guana và St. Thomas.
Chiều dài cánh trước là 2.5–3 mm. Con trưởng thành gần như có màu trắng. Con trưởng thành bay vào tháng 3, tháng 7, tháng 10 và tháng 11.